# Étienne de Riche
Étienne Alphonse Richomme, dit Étienne de Riche, né le 6 juin 1875 à Paris et décédé le 26 juillet 1950 à Paris, est un écrivain français, auteur prolifique de romans d’aventures. Fils de Laurent Prosper, notaire, et d'Octavie Billard, il est considéré comme un "romancier à la veine féconde qui réussit particulièrement dans le roman-feuilleton d’aventures policier. Son œuvre tout entière relève des collections policières " (d'après l'abbé Bethleem). Il fera partie de la Société des gens de lettres de 1927 à 1950.

## Vie privée
Étienne de Riche s’est marié en 1904 à Laure Weber, et en 1922 à Claire Gravier ; il s’est uni le 6 février 1932 à Blanche Fournier (1898-1978), actrice de théâtre et de cinéma. Il est enterré au cimetière parisien de Saint Ouen.